# Демаркация российско-норвежской границы (2010)

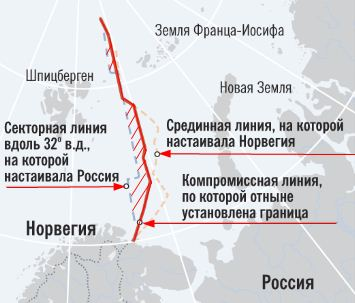
Схема территориальных претензий

Демаркация российско-норвежской границы состоялась в 2010 году. Спорная акватория была поровну поделена между Россией и Норвегией.
В 2013 году норвежские исследователи объявили, что на акватории, отошедшей во владение Норвегии, найдено 2 млрд баррелей углеводородов, оцениваемых в 30 млрд долларов.

## Ратификация
5 сентября 2010 года президент России Дмитрий Медведев и премьер-министр Норвегии Йенс Столтенберг подписали договор «О разграничении морских пространств и сотрудничестве в Баренцевом море и Северном Ледовитом океане».
25 марта 2011 года Государственная дума 5 созыва одобрила закон «О ратификации Договора между Российской Федерацией и Королевством Норвегия о разграничении морских пространств и сотрудничестве в Баренцевом море и Северном Ледовитом океане» 311 депутатами Единой России. Против ратификации договора — 57 членов парламента. Члены фракции КПРФ были недовольны документом и проголосовали «против», а представители «Справедливой России» и ЛДПР также высказались против ратификации, но не голосовали.
30 марта 2011 года Совет Федерации ратифицировал договор между РФ и Норвегией о разграничении пространств в Баренцевом море и Северном Ледовитом океане.

## История
С 1970 года существовал территориальный спор о границе между государствами в Баренцевом море. Суть его сводится к тому, что Россия проводила границу вдоль побережья острова Шпицберген, Норвегия полагала, что граница должна находиться равноудалённо от Шпицбергена с одной стороны и Земли Франца-Иосифа и острова Новая Земля с другой. Поскольку государства находились в дружественных отношениях, спор о границе редко вытекал в какие-либо акции, изредка происходили задержания российских рыболовецких судов. Однако в дальнейшем спор обострился, так как в Баренцевом море, в том числе и на спорной акватории, были обнаружены запасы углеводородов.
В апреле 2010 года стороны пришли к соглашению, что новая делимитационная линия разделит спорную акваторию на две равные части.